# باك يونغ
باك يونغ (بالإنجليزية: Buck Young)‏ هو ممثل أمريكي، ولد في 12 أبريل 1920 بلوس أنجلوس في الولايات المتحدة، وتوفي بنفس المكان في 9 فبراير 2000.

## وصلات خارجية
- باك يونغ على موقع IMDb (الإنجليزية)
- باك يونغ على موقع ألو سيني (الفرنسية)
- باك يونغ على موقع أول موفي (الإنجليزية)
- باك يونغ على موقع قاعدة بيانات الأفلام السويدية (السويدية)
- باك يونغ على موقع قاعدة بيانات الفيلم (الإنجليزية)
- باك يونغ على موقع كينوبويسك (الروسية)